# El Puig (Rodonyà)
El Puig és una muntanya de 352 metres que es troba al municipi de Rodonyà, a la comarca de l'Alt Camp.